# Kenny Washington (football américain)
Pour les articles homonymes, voir Kenny Washington et Washington.
College Football Hall of Fame 1956
Kenneth Stanley Washington dit Kenny Washington, né le 31 août 1918 à Los Angeles (Californie) et décédé le 24 juin 1971 à Los Angeles, est un joueur professionnel américain de football américain évoluant en NFL de 1946 à 1948. Cet halfback joue chez les UCLA Bruins en universitaires de 1937 à 1939 au côté de Jackie Robinson, puis devient le premier joueur noir de l'histoire moderne de la NFL à passer professionnel. Après quelques saisons en semi-professionnel avec les Hollywood Bears, il est recruté par les Rams de Los Angeles en 1946. Il évolue trois saisons en NFL avec les Rams. 
Le numéro 13 qu'il portait à UCLA est le premier à être retiré par cette formation universitaire. Il est élu au College Football Hall of Fame en 1956. Sa fiche en NCAA compte notamment un total de 1914 yards gagnés en course en trois saisons, qui reste un record à UCLA pendant 34 ans.

## Statistiques NFL
- 27 matchs joués en 3 saisons
- 140 courses
- 859 yards gagnés en course
- 8 touchdowns sur course
- 15 réceptions de passes
- 227 yards gagnés sur passe
- 1 touchdown sur passe

## Retraite sportive
Au milieu de sa carrière en NFL, il devient acteur de cinéma. En fait, il tourne déjà trois films entre 1940 et 1941 : While Thousands Cheer (1940 ; dans le rôle de Kenny Harrington), La Vipère (1941 ; non crédité, il joue le rôle d'un serviteur) et Crépuscule (1941 ; non crédité, il joue le rôle du sergent Kumakwa).
De 1947 à 1950, il tourne sept films. Parmi ceux-ci, citons L'Héritage de la chair (1949) et le dernier, The Jackie Robinson Story, où il tient le rôle du manager des Tigers de Détroit.
Il fait également une apparition dans l'épisode double (The Deadly Silence) de la série télévisée Tarzan (1966).
Ces activités artistiques ne constituent pas pour Kenny Washington son quotidien. Il devient ainsi policier au sein de la Police de Los Angeles après sa carrière sportive.